# عقد امتياز

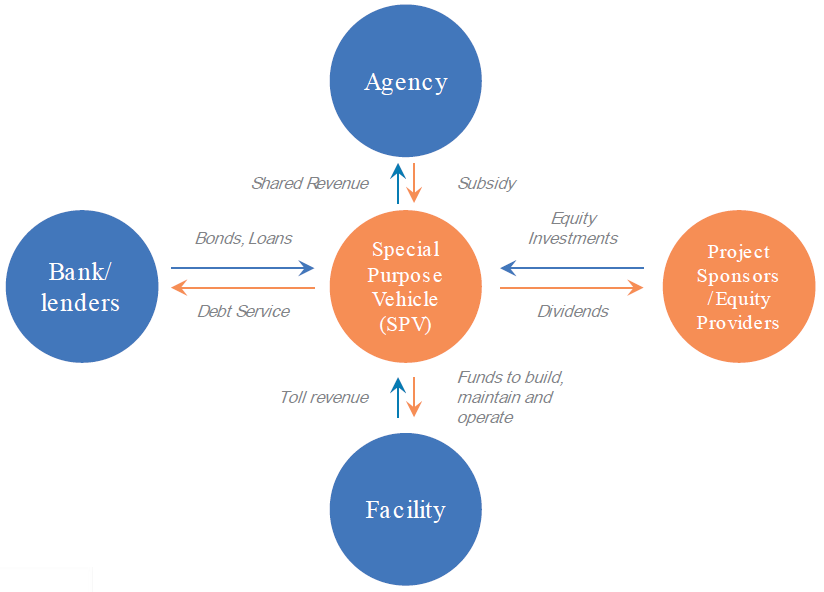

عقد الامتياز هو منح الحقوق والأراضي أو الممتلكات من قبل الحكومة والسلطة المحلية لشركة أو لكيان قانوني فردي أو غيرها.
قد يتم تشغيل الخدمات العامة مثل إمدادات المياه كامتياز. أما في حالة امتياز الخدمة العامة، تبرم شركة خاصة اتفاقية مع الحكومة يكون لها الحق الحصري في تشغيل وصيانة وتنفيذ الاستثمار في مرافق عامة (مثل خصخصة المياه) لعدد معين من السنوات. أشكال أخرى من العقود بين الكيانات العامة والخاصة، وهي عقد الإيجار وعقد الإدارة (في قطاع المياه وغالبا ما يطلق عليه بالمصطلح الفرنسي affermage) ، ترتبط ارتباطاً وثيقاً ولكنها تختلف عن امتياز في حقوق المشغل ومكافأته. يمنح عقد الإيجار للشركة الحق في تشغيل وصيانة المرافق عامة.
بموجب عقد الإدارة، يقوم المشغل بتحصيل الإيرادات فقط نيابةً عن الحكومة ويتم دفع رسوم متفق عليها.
قد تكون منح الأراضي أو الممتلكات من قبل الحكومة مقابل خدمات أو لاستخدام معين، أو القيام بنشاط محدد والربح من خلال نشاط محدد أو عقد إيجار لغرض معين. قد يشمل الامتياز الحق في استخدام بعض البنية التحتية اللازمة لتنفيذ مشروع تجاري (مثل نظام إمدادات المياه في المدينة)؛ في بعض الحالات مثل التعدين، قد ينطوي على مجرد نقل الارتفاقات.
في القطاع الخاص، يدفع مالك الامتياز عادة مبلغًا ثابتًا أو نسبة مئوية من الإيرادات لمالك الكيان الذي يعمل منه. من أمثلة الامتيازات في أعمال أخرى، منصات الامتياز داخل الملاعب الرياضية ودور السينما والامتيازات في المتاجر الكبرى التي يديرها تجار التجزئة الآخرون. يجوز منح الامتيازات قصيرة الأجل كمساحة ترويجية لفترات قصيرة تصل إلى يوم واحد.
بناءً على ما ينص عليه القانون المرتبط بقطاع ما، يمكن للامتياز أن يسمح للهيئة بالاحتفاظ بالممتلكات، والانتقال إلى صاحب الامتياز وإعادة الملكية إلى السلطة بمجرد انتهاء مدة الامتياز، أو كل من السلطة وصاحب الامتياز يملكان المرافق.

## التاريخ المبكر
استخدم محمد علي باشا عقودًا تُسمى الامتيازات لبناء بُنى تحتية رخيصة التكاليف - السدود والسكك الحديدية - حيث تقوم الشركات الأوروبية والأجنبية بجمع رأس المال وبناء المشروعات وتحصيل معظم إيرادات التشغيل على أن يتم تزويد الحكومة بجزء من تلك الإيرادات.

## تنظيم الاتحاد الأوروبي
في الاتحاد الأوروبي، يخضع منح الامتيازات من قبل الهيئات العامة للتنظيم. خضعت تنازلات الأشغال لقواعد التعويضات لفترةٍ من الوقت حيث تم تطبيق التوجيه 2004/18 / EC الصادر عن البرلمان الأوروبي والمجلس الأوروبي بشأن المشتريات العامة على امتيازات المصانع، وكان منح الامتيازات الخدمية ذات الفائدة عبر الحدود خاضعًا إلى مبادئ معاهدة أداء الاتحاد الأوروبي. وبالرغم من ذلك، أصدر البرلمان الأوروبي والمجلس الأوروبي توجيهًا إضافيًا 2014/23 / EU بشأن منح عقود الامتياز في 26 فبراير 2014، والذي طلب من الدول الأعضاء في الاتحاد الأوروبي إدخال تشريعات وطنية تغطي منح عقود الامتياز بما يزيد عن منح 5,186,000 يورو في أو بعد 18 أبريل 2016.
في المملكة المتحدة، يبلغ الحد الأدنى لعقود الامتياز 4,104,394 جنيهًا إسترلينيًا.